# Eli Snyder
Eli Snyder är en amerikansk skådespelare. Snyder är känd för sina roller i filmer såsom 300, Watchmen och Sucker Punch. Snyder är son till regissören Zack Snyder och hans tidigare fru, Denise Weber.

## Filmografi (i urval)
- 300
- Watchmen
- Sucker Punch